# Прокофьев, Алексей Макарович
Алексей Макарович Прокофьев — советский хозяйственный, государственный и политический деятель.

## Биография
Родился в 1900 году. Член ВКП(б) с 1919 года.
С 1920 года — на хозяйственной, общественной и политической работе. В 1920—1961 гг. — народный комиссар — министр топливной промышленности РСФСР, заместитель председателя Совета Министров РСФСР, 1-й заместитель министра местной и топливной промышленности РСФСР, министр топливной промышленности РСФСР (1942-1947), председатель Совета народного хозяйства Смоленского экономического административного района.
Избирался депутатом Верховного Совета РСФСР 2-го, 3-го, 4-го, 5-го созывов.
Умер в 1976 году.